# Peter Rull (1922–2014)
Peter Augustus Rull, Sr (ur. 17 listopada 1922 w Estonii, zm. 5 stycznia 2014) – hongkoński strzelec pochodzący z Estonii, olimpijczyk.
Brał udział w igrzyskach w latach: 1960 (Rzym), 1964 (Tokio), 1968 (Meksyk), 1972 (Monachium) i 1976 (Montreal). Na igrzyskach w Tokio startował w konkurencji karabinu małokalibrowego leżąc i w konkurencji karabinu małokalibrowego w trzech postawach. W Rzymie, Meksyku, Monachium i Montrealu startował tylko w tej pierwszej. W każdej z nich Rull zajmował dosyć odległe miejsca. Najwyżej uplasował się na igrzyskach w Rzymie (36. lokata – karabin małokalibrowy leżąc, 50 m).
Na igrzyskach w Monachium (1972) był chorążym reprezentacji podczas ceremonii otwarcia igrzysk.
Wystąpił także na Igrzyskach Brytyjskiej Wspólnoty Narodów 1974. Odpadł w eliminacjach konkurencji: karabin wielkokalibrowy, kategoria Open (zdobył 238,11 pkt.).
W 1962 roku zajął ósme miejsce na igrzyskach azjatyckich w Dżakarcie (karabin małokalibrowy leżąc, 50 metrów; 570 punktów).
Jego synem był strzelec i olimpijczyk Peter Rull, Jr.

## Wyniki olimpijskie
| Igrzyska | Konkurencja                               | Wynik | Miejsce     | Źródło |
| -------- | ----------------------------------------- | --- | ----------- | ------ |
| IO 1960  | Karabin małokalibrowy leżąc, 50 m         | Kwalifikacje: 384 punkty (93-97-97-97) Finał: 576 punktów (96-97-98-94-96-95)                                                  | 36 (na 54)  | [ 6 ]  |
| IO 1964  | Karabin małokalibrowy leżąc, 50 m         | 571 punktów (92-97-98-95-92-97)                                                                                                | 70 (na 73)  | [ 7 ]  |
| IO 1964  | Karabin małokalibrowy, trzy postawy, 50 m | Leżąc – 392 punkty (98-99-97-98) Klęcząc – 366 punktów (91-91-90-94) Stojąc – 289 punktów (64-76-75-74) Łącznie – 1047 punktów | 49 (na 53)  | [ 8 ]  |
| IO 1968  | Karabin małokalibrowy leżąc, 50 m         | 582 punkty (97-98-97-99-94-97)                                                                                                 | 71 (na 86)  | [ 9 ]  |
| IO 1972  | Karabin małokalibrowy leżąc, 50 m         | 582 punkty (97-95-98-99-96-97)                                                                                                 | 83 (na 101) | [ 10 ] |
| IO 1976  | Karabin małokalibrowy leżąc, 50 m         | 586 punktów (95-100-98-98-97-98)                                                                                               | 41T (na 78) | [ 11 ] |